# Udrîțk, Dubrovîțea
Udrîțk (în ucraineană Удрицьк) este localitatea de reședință a comunei Udrîțk din raionul Dubrovîțea, regiunea Rivne, Ucraina.
Localitatea face parte din regiunea istorică Volânia, iar după tratatul de pace de la Riga din 1921 a devenit parte a Poloniei, după 1939 intrând în componența Uniunii Sovietice.

## Demografie
Componența lingvistică a localității Udrîțk
     Ucraineană (98,47%)
     Belarusă (1,09%)
     Alte limbi (0,44%)
Conform recensământului din 2001, majoritatea populației localității Udrîțk era vorbitoare de ucraineană (98,47%), existând în minoritate și vorbitori de belarusă (1,09%).